# قسم رقة الريفي (مقاطعة بشروية)
قسم رقة الريفي (بالفارسية: دهستان رقه) هي منطقة ريفية تقع في إيران في Eresk District. يقدر عدد سكانها بـ 2,429 نسمة .